# هانس ويسويلير
هانس ويسويلير (بالألمانية: Hennes Weisweiler)‏ لاعب كرة قدم ألماني من مواليد 1919، لعب مع نادي كولن الألماني خلال عامي 1948- 1952، توجه بعدها للتدريب ودرب عدة أندية في ألمانيا من بينها نادي كولن في أواخر الخمسينيات من القرن العشرون ودرب نادي بوروسيا مونشنغلادباخ إحدى عشرة عام بين عامي 1964-1975 قاد الفريق خلالها لنيل العديد من البطولات في ألمانيا، درب نادي برشلونة خلال عامي 1975-1976 دون تحقيق أي نجاح يذكر، توفي عام 1983 .

## روابط خارجية
- هانس ويسويلير على موقع قاعدة بيانات كرة القدم.إي يو (الإنجليزية)
- هانس ويسويلير على موقع بيانات كرة القدم. دي إي (الألمانية)
- هانس ويسويلير على موقع عالم كرة القدم.نت (الإنجليزية)